# In between
In between is een muziekalbum van Piet Veerman uit 1992. Het album behaalde platina en stond 25 weken in de Album Top 100, met nummer 7 als hoogste notering. Van de elpee verscheen het nummer Arms of Mary op een single.

## Nummers
| Nummer | Naam                            | Duur |
| ------ | ------------------------------- | ---- |
| 1.     | Good year for the roses         | 3:22 |
| 2.     | Annie's song                    | 2:58 |
| 3.     | My special prayer               | 3:04 |
| 4.     | You're my best friend           | 3:45 |
| 5.     | Arms of Mary                    | 3:01 |
| 6.     | No segrets                      | 4:40 |
| 7.     | Let your love flow              | 3:15 |
| 8.     | Crying                          | 3:34 |
| 9.     | Before the next teardrops falls | 2:59 |
| 10.    | Together again                  | 3:17 |
| 11.    | I lie myself to sleep           | 4:19 |
| 12.    | Always on my mind               | 3:40 |